# باتريشيا هودسون
باتريشيا هودسون (بالإنجليزية: Patricia Hodgson)‏ هي أكاديمية بريطانية، ولدت في 19 يناير 1947.